# 美国竺可桢教育基金会
美国竺可桢教育基金会（英語：American Zhu Kezhen Education Foundation），原名浙江大学教育基金会（美国）（英語：Zhejiang University Education Foundation (USA)），是浙江大学在美国的一所教育基金会。

## 基金会简介
美国竺可桢教育基金会于1995年10月由浙江大学北美校友创立，现由浙江大学北美校友独立运作。其宗旨是促进浙江大学与美国社会的沟通与合作。
基金会以浙江大学前校长竺可桢命名，第一任主席是校友赵广绪。1995年，基金会在加州注册成为501(c)(3)免税非盈利机构。